# Sphaerotholus
Lo sferotolo (gen. Sphaerotholus) è un dinosauro erbivoro appartenente ai pachicefalosauri. Visse nel Cretaceo superiore (Campaniano - Maastrichtiano, circa 72 - 65 milioni di anni fa) e i suoi resti fossili sono stati ritrovati in Nordamerica.

## Descrizione
Questo animale è noto per le calotte craniche straordinariamente ispessite e dalla forma peculiare, che si rinvengono in sedimenti del Cretaceo superiore nordamericano. Sphaerotholus differisce da tutti gli altri pachicefalosauri noti nel possesso di una barra parietosquamosa che decresce in profondità lateralmente in vista caudale, ed è bordata da una singola fila di nodi e da un nodo sull'angolo lateroventrale. Come tutti i pachicefalosauri, si suppone che Sphaerotholus possedesse corte zampe anteriori, lunghe e forti zampe posteriori e una coda rigida.

## Classificazione
Il genere Sphaerotholus è stato descritto nel 2002 da Williamson e Carr, per accoglierediverse specie di pachicefalosauridi: la specie tipo S. goodwini, proviene dal Den-na-zin Member della formazione Kirtland della contea di San Juan, in Nuovo Messico, e risale al Campaniano superiore. La specie S. buchholtzae, invece, proviene dalla formazione Hell Creek del Montana e risale alla fine del Maastrichtiano. In seguito a questo genere venne attribuita anche la specie S. edmontonense, proveniente dalla formazione Horseshoe Canyon dell'Alberta.  
Il ritrovamento di specie simili di Sphaerotholus in strati del Campaniano del Nuovo Messico e del Maastrichtiano superiore del Montana dimostra che questo genere ebbe una distribuzione spaziotemporale ampia, essendo vissuto per circa 8 milioni di anni in gran parte del continente nordamericano.  
Sphaerotholus goodwini possedeva una barra parietosquamosa meno ridotta in profondità rispetto a S. buchholtzae, e il parietale era ridotto a un sottile osso tra gli squamosi. In S. buchholtzae il nodo dell'angolo laterale era ridotto rispetto a quello di S. goodwini e posizionato al di sotto del margine ventrale della barra parietosquamosa. La specie S. edmontonense, invece, venne descritta per la prima volta nel 1943 e attribuita al genere Troodon (all'epoca considerato un ornitischio) e in seguito a Stegoceras. Nello studio di Williamson e Carr del 2002 questa specie non era ritenuta valida, ma un lavoro successivo di Longrich e Sankey (2010) ha indicato che questa specie era valida e attribuibile al genere Sphaerotholus. S. edmontonense era distinto da S. goodwini a causa di cornetti appaiati sul retro della cupola, e da S. buchholtzae a causa dei parietali allungati. 

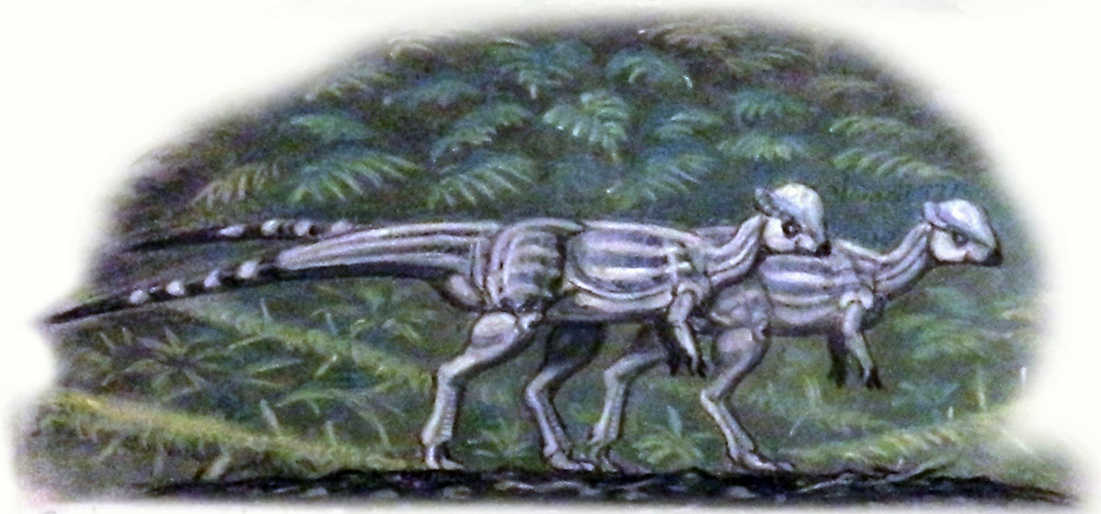
Ricostruzione ipotetica di Sphaerotholus

## Paleobiologia
Come gli altri pachicefalosauri, anche Sphaerotholus doveva utilizzare la sua spessa volta cranica in combattimenti intraspecifici. Ciò sarebbe comprovato da alcune lesioni rinvenute su vari esemplari di S. buchholtzae che dimostrerebbero che questi animali cozzavano le loro teste l'una contro l'altra, in modo simile agli attuali bighorn (Peterson et al., 2013).